# Mar-biti-ahhe-iddina
Mar-biti-ahhe-iddina o Mār-bῑti-aḫḫē-idinna va ser rei de Babilònia. Formava part de la IX Dinastia de Babilònia o de la Dinastia E, una barreja de les dinasties VIII i IX, segons la Llista dels reis de Babilònia. L'any 942 aC va succeir el seu germà Ninurta-kudurri-usur II que només havia regnat 8 mesos, després del seu pare Nabu-mukin-apli. Només es coneix per la Llista dels reis i perquè el seu nom apareix en un kudurru com a testimoni.
La Llista sincrònica de reis diu que va ser un dels tres reis de Babilònia que van ser contemporanis del rei d'Assíria Teglatfalassar II (circa 967 aC - 935 aC). La Llista dels reis diu que va governar fins a l'any 920 aC, però hauria pogut deixar de governar molt abans, ja que la Llista sincrònica no torna a fer menció de cap rei fins al rei assiri Adadnirari II (912 aC al 891 aC), on es menciona al seu possible successor Xamaix-mudammiq.